# William Howe
William Howe, 5. wicehrabia Howe (ur. 10 sierpnia 1729, zm. 12 lipca 1814 w Twickenham) był brytyjskim oficerem. Wicehrabią został w 1799 roku, gdy zmarł jego starszy brat admirał Richard Howe (1726–1799).
W 1746 roku, podczas wojny o austriacką sukcesję, został oficerem w pułku dragonów księcia Cumberlandu. W 1747 roku walczył we Flandrii. Po wojnie wstąpił do 20 pułku piechoty, gdzie poznał Jamesa Wolfe’a. 
Podczas wojny siedmioletniej prowadził swój pułk w desancie przy oblężeniu Louisbourga. Brał również udział w zdobyciu Quebecu (1759). W roku 1772 Howe został posłem w parlamencie reprezentującym Nottingham. Nie było w tym nic nadzwyczajnego, ponieważ np. w 1761 roku aż 50 oficerów brytyjskich zostało wybranych do Izby Gmin. 
W czasie konfliktu z koloniami amerykańskimi miał wiele zrozumienia dla amerykańskich postulatów, lecz obowiązek wezwał go w 1775 roku do popłynięcia do Ameryki, by stłumić powstanie. Dotarł do Bostonu 15 maja na czele 4 000 żołnierzy. Były to posiłki, których wyczekiwał gen. Thomas Gage. 
Howe poprowadził wojska brytyjskie do ataku pod Bunker Hill. Inny gen. Henry Clinton nazwał to zwycięstwo „drogo okupionym”, dodając – jeszcze jedno takie a przepadniemy (A dear bought victory, another such would have ruined us).
10 października 1775 Howe zastąpił Thomasa Gage'a jako naczelny dowódca wojsk brytyjskich w Ameryce (Commander-in-Chief of the British Army in America), a Gage powrócił do Anglii. Howe pozostawał wodzem naczelnym do 20 maja 1778, gdy zastąpił go z kolei gen. Henry Clinton.